# Massimo Montano
Massimo Montano (L'Escarène, 18 giugno 1919 – Torino, 5 aprile 1944) è stato un partigiano italiano.

## Biografia
Nato a L'Escarène, nell'arrondissement di Nizza, Massimo Montano era figlio di un piccolo commerciante che, dopo un periodo trascorso in Francia con la famiglia, era tornato in Italia, stabilendosi a Fontanetto Po, in provincia di Vercelli. Si diploma ragioniere al "Sommeiller" di Torino e, nel 1939, dopo aver frequentato il corso per allievi ufficiali, prende servizio nell'11º Reggimento Alpini di stanza a Trento. 
Allo scoppio della seconda guerra mondiale viene mandato prima in Albania e poi in Francia. Al momento dell'armistizio di Cassibile si trova a Torino, nella caserma del "Nizza Cavalleria". Poco tempo prima aveva avuto modo di conoscere Paolo Braccini ed è proprio il professore che lo mette in contatto con il Comitato di Liberazione Nazionale piemontese. 
Montano opera per alcuni mesi in collegamento con il Partito d'Azione e con il Partito socialista, ma viene arrestato, su delazione, il 29 marzo 1944 nella sua abitazione di Torino. Pochi giorni dopo viene processato con gli altri membri del "Comando militare regionale piemontese" (CMRP), caduti nelle mani dei fascisti singolarmente o durante l'irruzione nella sacrestia del Duomo di Torino. Lui e altri sette (Giuseppe Perotti, Franco Balbis, Eusebio Giambone, Paolo Braccini, Enrico Giachino, Giulio Biglieri, Quinto Bevilacqua) vengono condannati a morte e fucilati a Poligono del Martinetto il 5 aprile da un plotone della Guardia Nazionale Repubblicana (GNR). Il luogo fu poi trasformato in un Sacrario.
Fu decorato con la Medaglia d'argento al valor militare alla memoria. In occasione del Sessantesimo anniversario della liberazione, l'amministrazione comunale di Fontanetto Po ha celebrato la sua figura. Nello stesso comune gli è stato intitolato un corso, mentre a Moncalieri gli è stata dedicata una via ed è stata posta una targa sulla sua abitazione.
Le sue due ultime lettere alla moglie, in attesa di un bambino, sono state raccolte nell'archivio delle Ultime lettere di condannati a morte e di deportati della Resistenza italiana dell'INSMLI.